# Edvard Söderberg (statistiker)
Johan Edvard Söderberg, född 11 januari 1849 i Torshälla, död 1928, var en svensk statistiker.
Söderberg blev student vid Uppsala universitet 1867 och filosofie doktor 1877. Han antogs samma år till extra ordinarie tjänsteman i Statistiska centralbyrån, blev aktuarie där 1879 och var förste aktuarie 1888-1914. Han var 1909-1919 ledamot (från 1917 vice ordförande) i styrelsen för Stockholms stads statistiska kontor.
Söderberg utgav bland annat Utskottsmötet 1651 och riksdagen 1652 (gradualavhandling 1877), Landskommunernas och köpingarnas ekonomiska bärkraft (utgiven på offentligt uppdrag 1911) samt uppsatser i "Statistisk tidskrift" och statistiska utredningar för Arbetareförsäkrings-, Arbetareskydds-, Nya arbetareförsäkrings- och Sjöfartsnäringskommittéerna. Han utarbetade även ett stort antal av Statistiska centralbyråns berättelser i serien "Bidrag till Sveriges officiella statistik".